# Biritiba Mirim
Biritiba Mirim är en ort i Brasilien.   Den ligger i kommunen Biritiba-Mirim och delstaten São Paulo, i den sydöstra delen av landet, 900 km söder om huvudstaden Brasília. Biritiba Mirim ligger 775 meter över havet och antalet invånare är 26 459.
Terrängen runt Biritiba Mirim är platt åt nordväst, men åt sydost är den kuperad. Runt Biritiba Mirim är det ganska tätbefolkat, med 67 invånare per kvadratkilometer.. Närmaste större samhälle är Mogi das Cruzes, 16,2 km väster om Biritiba Mirim.
I omgivningarna runt Biritiba Mirim växer i huvudsak städsegrön lövskog.